# Supermodel Me (mùa 5)
Mùa thứ 5 của Supermodel Me hay (Supermodel Me: Sirens) được phát sóng từ tháng 11 năm 2014 tới tháng 2 năm 2015, với địa điểm quay được chuyển từ Hong Kong sang Malaysia. Lisa Selesner, Ase Wang và Dominic Lau quay lại làm giám khảo cho mùa này còn Kim Robinson sẽ không quay lại làm giám khảo nữa.
Người chiến thắng của mùa giải này là Alexandria Brouhard, 26 tuổi đến từ Hàn Quốc. Cô giành được: một hợp đồng người mẫu với Premier Model Management ở Luân Đôn và giải thưởng tiền mặt trị giá S$35.000.

## Các thí sinh
(Tuổi tính từ ngày dự thi)
| Đến từ      | Thí sinh            | Tuổi | Chiều cao              | Bị loại ở | Hạng |
| ----------- | ------------------- | ---- | ---------------------- | --------- | ---- |
| Hàn Quốc    | Nadia Christian     | 25   | 1,75 m (5 ft 9 in)     | Tập 1     | 12   |
| Indonesia   | Francine Zauner     | 21   | 1,72 m (5 ft 7+1⁄2 in) | Tập 2     | 11   |
| Philippines | Irish Ong           | 20   | 1,78 m (5 ft 10 in)    | Tập 3     | 10   |
| Malaysia    | Kea Lee             | 21   | 1,76 m (5 ft 9+1⁄2 in) | Tập 4     | 9    |
| Thái Lan    | Nicole Söderström   | 24   | 1,75 m (5 ft 9 in)     | Tập 5     | 8    |
| Philippines | Jasmine Ng          | 21   | 1,70 m (5 ft 7 in)     | Tập 6     | 7    |
| Singapore   | Sharin Keong        | 22   | 1,72 m (5 ft 7+1⁄2 in) | Tập 7     | 6    |
| Singapore   | Shi Lim             | 25   | 1,77 m (5 ft 9+1⁄2 in) | Tập 9     | 5    |
| Thái Lan    | Victoria Blom       | 20   | 1,78 m (5 ft 10 in)    | Tập 10    | 4    |
| Nhật Bản    | Rafaella Leonardo   | 21   | 1,74 m (5 ft 8+1⁄2 in) | Tập 12    | 3    |
| Nhật Bản    | Gabriela Leonardo   | 21   | 1,75 m (5 ft 9 in)     | Tập 12    | 2    |
| Hàn Quốc    | Alexandria Brouhard | 26   | 1,72 m (5 ft 7+1⁄2 in) | Tập 12    | 1    |

## Thứ tự gọi tên
| Thứ tự | Tập        | Tập        | Tập        | Tập        | Tập        | Tập        | Tập        | Tập        | Tập        | Tập        | Tập        |
| Thứ tự | 1          | 2          | 3          | 4          | 5          | 6          | 7          | 8          | 9          | 10         | 12         |
| ------ | ---------- | ---------- | ---------- | ---------- | ---------- | ---------- | ---------- | ---------- | ---------- | ---------- | ---------- |
| 1      | Alexandria | Rafaella   | Victoria   | Jasmine    | Gabriela   | Gabriela   | Alexandria | Shi        | Gabriela   | Rafaella   | Alexandria |
| 2      | Gabriela   | Alexandria | Gabriela   | Nicole     | Victoria   | Alexandria | Gabriela   | Rafaella   | Alexandria | Alexandria | Gabriela   |
| 3      | Sharin     | Sharin     | Rafaella   | Shi        | Alexandria | Rafaella   | Rafaella   | Alexandria | Rafaella   | Gabriela   | Rafaella   |
| 4      | Rafaella   | Victoria   | Alexandria | Alexandria | Shi        | Sharin     | Victoria   | Gabriela   | Victoria   | Victoria   |            |
| 5      | Victoria   | Irish      | Shi        | Gabriela   | Rafaella   | Victoria   | Shi        | Victoria   | Shi        |            |            |
| 6      | Shi        | Gabriela   | Jasmine    | Victoria   | Jasmine    | Shi        | Sharin     |            |            |            |            |
| 7      | Jasmine    | Shi        | Nicole     | Rafaella   | Sharin     | Jasmine    |            |            |            |            |            |
| 8      | Irish      | Kea        | Kea        | Sharin     | Nicole     |            |            |            |            |            |            |
| 9      | Kea        | Nicole     | Sharin     | Kea        |            |            |            |            |            |            |            |
| 10     | Francine   | Jasmine    | Irish      |            |            |            |            |            |            |            |            |
| 11     | Nicole     | Francine   |            |            |            |            |            |            |            |            |            |
| 12     | Nadia      |            |            |            |            |            |            |            |            |            |            |

     Thí sinh bị loại.
     Thí sinh ban đầu bị loại nhưng được cứu.
     Thí sinh chiến thắng cuộc thi.
- Ở tập 8, Victoria là người tiếp theo bị loại, nhưng sau đó thì Lisa thông báo rằng là tuần này sẽ không có ai bị loại.
- Tập 11 là tập ghi lại khoảnh khắc của cuộc thi.

### Buổi chụp hình
- Tập 1: Quyến rũ trong đồ lót
- Tập 2: Tạo dáng tự nhiên
- Tập 3: Đồ bó da trên đất với trăn và túi xách
- Tập 4: Đánh nhau với người mẫu nam
- Tập 5: Tỏa sáng trong tiệc nhảy Krumping
- Tập 6: Manơcanh
- Tập 7: Người đàn bà táo bạo và can đảm
- Tập 8: Chuyện tình Trung Hoa cổ điển cho đồng hồ Journey Through Time
- Tập 9: Thời trang đắm tàu ở Pangkor Laut
- Tập 10: Video: Ảnh thẻ người mẫu
- Tập 12: Quyến rũ trong lửa